# Berd
Berd – miasto w Armenii, w prowincji Tawusz. W 2022 roku liczyło ok. 7000 mieszkańcóww.